# Заль (Передняя Померания)
Заль (нем. Saal) — община в Германии, в земле Мекленбург-Передняя Померания.
Входит в состав района Северная Передняя Померания. Подчиняется управлению Барт. Население составляет 1182 человека (на 31 декабря 2010 года). Занимает площадь 34,03 км².